# Stefanie Vögele
Stefanie Vögele (* 10. März 1990 in Leuggern) ist eine Schweizer Tennisspielerin.

## Karriere
Stefanie Vögele, die bereits im Alter von vier Jahren mit dem Tennisspielen begann, bestritt seit 2005 21 Einsätze (darunter sechs Siege) für die Schweizer Fed-Cup-Mannschaft.
2009 stand sie auf der WTA Tour im Halbfinal der Banka Koper Slovenia Open in Portorož sowie in Birmingham und Taschkent jeweils im Viertelfinal. Bei den ITF-Turnieren in Bukarest und Nottingham war sie Finalistin, während sie in Cuneo und in Dubai jeweils im Halbfinal ausschied. Am Jahresende belegte sie Platz 76 der WTA-Weltrangliste.
2010 erreichte sie beim Grand-Slam-Turnier in Melbourne die zweite Runde. In Portorož erreichte sie den Viertelfinal, den sie gegen die Lokalmatadorin Polona Hercog verlor.
2011 stand sie bei ITF-Turnieren einmal im Final (Dreisatzniederlage gegen Marta Domachowska aus Polen) und zweimal im Halbfinal. Auf der Tour erreichte sie nur in Budapest den Achtelfinal. Bei den Grand-Slam-Turnieren scheiterte sie jeweils in der Qualifikation.
2012 erreichte sie beim Sandplatzturnier in Charleston einmal mehr einen Achtelfinal. In Paris und in Wimbledon kam sie nicht über die Qualifikation hinaus.
2013 sorgte Vögele beim Turnier von Charleston für Aufsehen, als sie mit Siegen über Julia Görges und Caroline Wozniacki in den Halbfinal stürmte und sich dort erst nach drei Sätzen Jelena Janković geschlagen geben musste. Bei den French Open erreichte sie zum ersten und einzigen Mal die dritte Runde eines Grand-Slam-Turniers und am 11. November 2013 mit Platz 42 ihre höchste Notierung in der Einzelweltrangliste.
Die Saison 2014 begann mit einem Viertelfinaleinzug beim WTA-Turnier in Brisbane, danach stand sie bei den Australian Open in der zweiten Runde. Auch bei den French Open erreichte sie Runde zwei. Es dauerte jedoch bis Juli, bis sie auf der WTA Tour wieder zwei Siege in Folge feiern konnte (Viertelfinal beim Turnier in Bad Gastein und Semifinal beim Turnier in Baku). Im Oktober erreichte sie noch den Viertelfinal von Linz.
Vögeles bestes Resultat 2015 war die Halbfinalqualifikation zum Saisonende in Luxemburg. Sie erreichte ausserdem die Viertelfinals beim Challenger-Turnier in Taipei. Im Laufe der Saison rutschte Vögele aus den Top 100 der Weltrangliste, sie beendete das Jahr auf Position 122.
2016 siegte Vögele beim ITF-Turnier in Andrézieux-Bouthéon. Sie erzielte ihr bis dahin bestes Resultat auf der WTA Tour mit einer Halbfinalqualifikation beim Istanbul Cup und erreichte ausserdem die Viertelfinals bei den Turnieren in Kaohsiung und Taschkent.
Die Saison 2017 begann Vögele zum dritten Mal in Folge beim WTA-Turnier in Shenzhen. Anschliessend erreichte sie bei den Australian Open die zweite Runde. Bei der Ladies’ Trophy in St. Petersburg überstand sie die Qualifikation, musste dann aber wegen einer Handgelenksverletzung forfait geben und auf den grössten Teil der restlichen Saison verzichten. Bei den US Open startete sie einen ersten Comebackversuch, musste jedoch in der zweiten Runde der Qualifikation bereits wieder aufgeben. Der zweite Comebackversuch erfolgte einen Monat später in Taschkent, wo sie immerhin in den Viertelfinal einzog.
2018 erreichte sie in Acapulco ihren einzigen WTA-Final. Sie verlor diesen jedoch in drei Sätzen gegen Lessja Zurenko.
Anfang November 2022 gab sie nach 17 Jahren auf der Profitour ihren Rücktritt vom Spitzensport bekannt. Seit April 2025 ist sie jedoch wieder international aktiv.

## Turniersiege

### Einzel
| Nr. | Datum              | Turnier             | Kategorie    | Belag             | Finalgegnerin       | Ergebnis       |
| --- | ------------------ | ------------------- | ------------ | ----------------- | ------------------- | -------------- |
| 1.  | 3. Dezember 2006   | Tel Aviv            | ITF $10'000  | Hartplatz         | Marlot Meddens      | 6:3, 6:4       |
| 2.  | 1. April 2007      | Hyderabad           | ITF $10'000  | Hartplatz         | Amber Liu           | 5:7, 7:5, 6:3  |
| 3.  | 15. Juli 2007      | Toruń               | ITF $25'000  | Sand              | Alexandra Dulgheru  | 6:2, 4:6, 7:5  |
| 4.  | 27. März 2011      | Bath                | ITF $25'000  | Hartplatz (Halle) | Marta Domachowska   | 6:73, 7:5, 6:2 |
| 5.  | 30. September 2012 | Clermont-Ferrand    | ITF $25'000  | Hartplatz (Halle) | Tatjana Malek       | 6:4, 6:1       |
| 6.  | 25. November 2012  | Toyota              | ITF $75'000  | Sand (Halle)      | Kimiko Date-Krumm   | 7:63, 6:4      |
| 7.  | 31. Januar 2016    | Andrézieux-Bouthéon | ITF $50'000  | Hartplatz (Halle) | An-Sophie Mestach   | 6:1, 6:2       |
| 8.  | 15. Juli 2018      | Contrexéville       | ITF $100'000 | Sand              | Sara Sorribes Tormo | 6:4, 6:2       |

### Doppel
| Nr. | Datum              | Turnier    | Kategorie    | Belag             | Partnerin          | Finalgegnerinnen                              | Ergebnis           |
| --- | ------------------ | ---------- | ------------ | ----------------- | ------------------ | --------------------------------------------- | ------------------ |
| 1.  | 15. Juli 2007      | Toruń      | ITF $25'000  | Sand              | Sandra Martinovic  | Magdalena Kiszczyńska Natalia Kolat           | 2:6, 6:4, 6:3      |
| 2.  | 30. März 2008      | La Palma   | ITF $25'000  | Hartplatz         | Julija Bejhelsymer | Estrella Cabeza Candela Sílvia Soler Espinosa | 7:5, 7:65          |
| 3.  | 6. April 2008      | Hamburg    | ITF $25'000  | Teppich (Halle)   | Julija Bejhelsymer | Veronika Chvojková Andrea Hlaváčková          | 7:63, 6:2          |
| 4.  | 3. Juli 2011       | Cuneo      | ITF $100'000 | Sand              | Mandy Minella      | Eva Birnerová Wesna Dolonz                    | 6:3, 6:2           |
| 5.  | 23. September 2012 | Shrewsbury | ITF $75'000  | Hartplatz (Halle) | Wesna Dolonz       | Karolína Plíšková Kristýna Plíšková           | 6:1, 6:73, [15:13] |

## Abschneiden bei Grand-Slam-Turnieren

### Einzel
| Turnier         | 2008 | 2009 | 2010 | 2011 | 2012 | 2013 | 2014 | 2015 | 2016 | 2017 | 2018 | 2019 | 2020 | 2021 | 2022 | 2023 | 2024 | 2025 | Karriere |
| --------------- | ---- | ---- | ---- | ---- | ---- | ---- | ---- | ---- | ---- | ---- | ---- | ---- | ---- | ---- | ---- | ---- | ---- | ---- | -------- |
| Australian Open | Q1   | Q3   | 2    | Q1   | 1    | 1    | 2    | 2    | Q2   | 2    | Q3   | 1    | Q3   | Q1   | 1    | —    | —    | —    | 2        |
| French Open     | Q2   | Q2   | 1    | Q3   | Q2   | 3    | 2    | 1    | Q2   | —    | 1    | Q1   | 1    | 1    | Q1   | —    | —    | Q1   | 3        |
| Wimbledon       | Q1   | 1    | 1    | Q1   | Q2   | 1    | 1    | 1    | 1    | —    | 1    | 1    |      | Q1   | Q1   | —    | —    | Q1   | 1        |
| US Open         | 1    | 2    | 1    | Q2   | 1    | 1    | 1    | Q1   | 1    | Q2   | 1    | Q1   | 1    | 1    | Q1   | —    | —    |      | 2        |

Zeichenerklärung: S = Turniersieg; F, HF, VF, AF = Einzug in den Final / Halbfinal / Viertelfinal / Achtelfinal; 1, 2, 3 = Ausscheiden in der 1. / 2. / 3. Hauptrunde; Q1, Q2, Q3 = Ausscheiden in der 1. / 2. / 3. Qualifikationsrunde; nicht ausgetragen

### Doppel
| Turnier         | 2009 | 2010 | 2011 | 2012 | 2013 | 2014 | 2015 | 2016 | 2017 | 2018 | 2019 | Karriere |
| --------------- | ---- | ---- | ---- | ---- | ---- | ---- | ---- | ---- | ---- | ---- | ---- | -------- |
| Australian Open | —    | —    | —    | —    | 1    | 2    | 1    | —    | —    | —    | —    | 2        |
| French Open     | —    | 2    | —    | —    | 1    | 2    | —    | —    | —    | —    | —    | 2        |
| Wimbledon       | —    | —    | —    | —    | 1    | AF   | 1    | —    | —    | —    | 1    | AF       |
| US Open         | 2    | 1    | —    | —    | 1    | 1    | —    | —    | —    | —    | —    | 2        |

## Weltranglistenpositionen am Saisonende
| Jahr   | 2004 | 2005 | 2006 | 2007 | 2008 | 2009 | 2010 | 2011 | 2012 | 2013 | 2014 | 2015 | 2016 | 2017 | 2018 | 2019 | 2020 | 2021 | 2022 |
| ------ | ---- | ---- | ---- | ---- | ---- | ---- | ---- | ---- | ---- | ---- | ---- | ---- | ---- | ---- | ---- | ---- | ---- | ---- | ---- |
| Einzel | 711  | —    | 920  | 215  | 130  | 76   | 127  | 138  | 113  | 44   | 78   | 122  | 112  | 152  | 85   | 119  | 116  | 147  | 240  |
| Doppel | 871  | —    | —    | 371  | 155  | 231  | 166  | 231  | 154  | 882  | 106  | 369  | 602  | 599  | —    | 1156 | 1220 | 962  | 920  |